# Simon Phillips
Simon Phillips (* 6. února 1957 Londýn) je britský jazzový a rockový bubeník a perkusionista. Známý je jako člen skupiny Toto a také svou spoluprací s mnoha dalšími hudebníky jako jsou např. The Who, Jeff Beck, 10cc, Mike Oldfield, Brian Eno, Toyah, Jon Anderson, Mick Jagger, Asia, Phil Manzanera, John Wetton a mnozí další.
Phillips bubnoval na americkém turné skupiny The Who v roce 1989 a podílel se také na sólových projektech členů této kapely Rogera Daltreyho a Peta Townshenda. Pracoval rovněž s heavy metalem, když se podílel na albech Sin After Sin od Judas Priest a Michael Schenker Group Michaela Schenkera. Simon Phillips rovněž vydal několik sólových alb.

## Sólová diskografie
- Protocol (1988)
- Force Majeure (1992)
- Symbiosis (1995)
- Another Lifetime (1997)
- Out of the Blue (1999)
- Vantage Point (2000)